# Vergin De' Pini
Vergin De' Pini è una frazione del comune di Monsummano Terme, insieme a Le Case in provincia di Pistoia, Toscana.
Il quartiere è collocato tra la frazione di Cintolese e il centro di Monsummano stesso.

## Architetture religiose
All'interno del quartiere è presente una parrocchia, la Parrocchia di Maria Ss.ma Madre della Chiesa e la Madonnina di Vergin De' Pini.
La Madonnina Di Vergin De' Pini si trova adesso all' incrocio tra Via Francesca Vergin De' Pini e Via Pineta: risale alla fine del XIX secolo circa, e veniva utilizzata dai Signori di Montevettolini per delimitare il loro territorio. La madonnina si trova all' interno di una piccola nicchia ed è stata oggetto di numerosi restauri e riverniciature.